# 제2차 야마가타 내각
제2차 야마가타 내각(일본어: 第2次山縣内閣)은 귀족원의원, 원로 야마가타 아리토모가 제9대 내각총리대신으로 임명되어, 1898년 11월 8일부터 1900년 10월 19일까지 존재한 일본의 내각이다.

## 재직 기간
- 1898년(메이지 31년) 11월 8일 ~ 1900년(메이지 33년) 10월 19일
- 재직일수 : 711일

## 개요
헌정당의 분열로 제1차 오쿠마 내각이 총사직하면서 1898년(메이지 31년) 11월 5일에 야마가타 아리토모가 대명을 받아 자파의 번벌 관료를 중심으로 조각을 하였다. 당초 지세 증징을 실현하기 위해 헌정당 자유파와 제휴하여 지세 증징과 일본흥업은행법을 실현시켰다. 하지만 그 후 헌정당과의 입각 약속을 일방적으로 취소하고 문관임용령을 개정하였으며 이어 문관분한령·문관징계령·치안경찰법 제정, 군부대신 현역 무관제 도입 등을 하여 정당을 정부에서 배제하고 초연주의에 의한 국가 운영을 목표로 하였다. 그러나 이에 따라 중의원을 적으로 돌린 야마가타 아리토모의 정권 운영은 점차 곤란을 겪었고, 의화단 운동 이후에 헌정당이 해체돼 이토 히로부미 등과 입헌정우회를 결성하면서 이토 히로부미를 후임으로 하여 사임하였다.

## 인사

### 국무대신
| 출신번벌 : 사쓰마번 조슈번 기타 번 |

| 직책         | 대수 | 성명              | 성명 | 출신                    | 취임일          | 퇴임일           | 비고 |
| ------------ | ---- | ----------------- | ---- | ----------------------- | --------------- | ---------------- | ---- |
| 내각총리대신 | 9    | 야마가타 아리토모 |      | 조슈번 후작 육군원수    | 1898년 11월 8일 | 1900년 10월 19일 |      |
| 외무대신     | 14   | 아오키 슈조       |      | 조슈 번 자작            | 1898년 11월 8일 | 1900년 10월 19일 |      |
| 내무대신     | 18   | 사이고 주도       |      | 사쓰마번 후작 해군원수  | 1898년 11월 8일 | 1900년 10월 19일 |      |
| 대장대신     | 11   | 마쓰카타 마사요시 |      | 사쓰마 번 백작          | 1898년 11월 8일 | 1900년 10월 19일 |      |
| 육군대신     | 11   | 가쓰라 다로       |      | 조슈 번 자작 육군대장   | 1898년 11월 8일 | 1900년 10월 19일 |      |
| 해군대신     | 11   | 야마모토 곤노효에 |      | 사쓰마 번               | 1898년 11월 8일 | 1900년 10월 19일 |      |
| 사법대신     | 13   | 기요우라 게이고   |      | 히고 번 귀족원의원      | 1898년 11월 8일 | 1900년 10월 19일 |      |
| 문부대신     | 18   | 가바야마 스케노리 |      | 사쓰마 번 백작 해군대장 | 1898년 11월 8일 | 1900년 10월 19일 |      |
| 농상무대신   | 16   | 소네 아라스케     |      | 조슈 번                 | 1898년 11월 8일 | 1900년 10월 19일 |      |
| 체신대신     | 13   | 요시카와 아키마사 |      | 도쿠시마번 자작         | 1898년 11월 8일 | 1900년 10월 19일 |      |

### 기타
| 출신번벌 : 사쓰마번 조슈번 기타 번 |

| 직책         | 대수 | 성명              | 성명 | 출신       | 취임일          | 퇴임일           | 비고 |
| ------------ | ---- | ----------------- | ---- | ---------- | --------------- | ---------------- | ---- |
| 내각서기관장 | 10   | 야스히로 반이치로 |      | 후쿠오카번 | 1898년 11월 8일 | 1900년 10월 19일 |      |
| 법제국장관   | 8    | 히라타 도스케     |      | 요네자와번 | 1898년 11월 8일 | 1900년 10월 19일 |      |